# Železniční hraniční přechod Stožec–Haidmühle
Železniční hraniční přechod Stožec–Haidmühle fungoval v letech 1910–1948. Jednalo se o pokračování současné trati č. 194 České Budějovice – Černý Kříž / Nové Údolí – Volary. V roce 1999 byl na tomto hraničním přechodu obnoven krátký symbolický úsek, na kterém je provozována šlapací drezína.

## 1910–1948
V roce 1910 se železnice dostala i do tehdy rozvíjející se obce Nové Údolí jak z českého Stožce tak z bavorského Haidmühle jako součást Sdružených pošumavských místních drah.
V době největší slávy jezdily dokonce přímé vlaky v úseku Volary–Pasov. Po 2. světové válce byl provoz na tomto hraničním přechodu zastaven. V roce 1948 byla vytrhána trať v úseku Nové Údolí – Haidmühle a v úseku Stožec – Nové Údolí byla zastavena veškerá doprava.
Po dlouhá léta končily české vlaky ve Stožci a německé vlaky v Haidmühle, později byl v Německu zastaven provoz v úseku Haidmühle – Jandelsbrunn a úsek byl posléze vytrhán.

## 1989–1993
Po sametové revoluci v roce 1989 se začalo zvažovat obnovení provozu. Už v roce 1990 se vlaky rozjely až do Nového Údolí a začaly se vypracovávat projekty na obnovu úseku Nové Údolí – Pasov. Vzhledem na značnou finanční náročnost případné obnovy trati zejména na německé straně bylo od myšlenky obnovení provozu na celé trati upuštěno. Na řadu tak přišly úvahy o obnově tratě alespoň do Haidmühle, což si za cíl vytyčil spolek Pošumavská jižní dráha.

## 1996–současnost

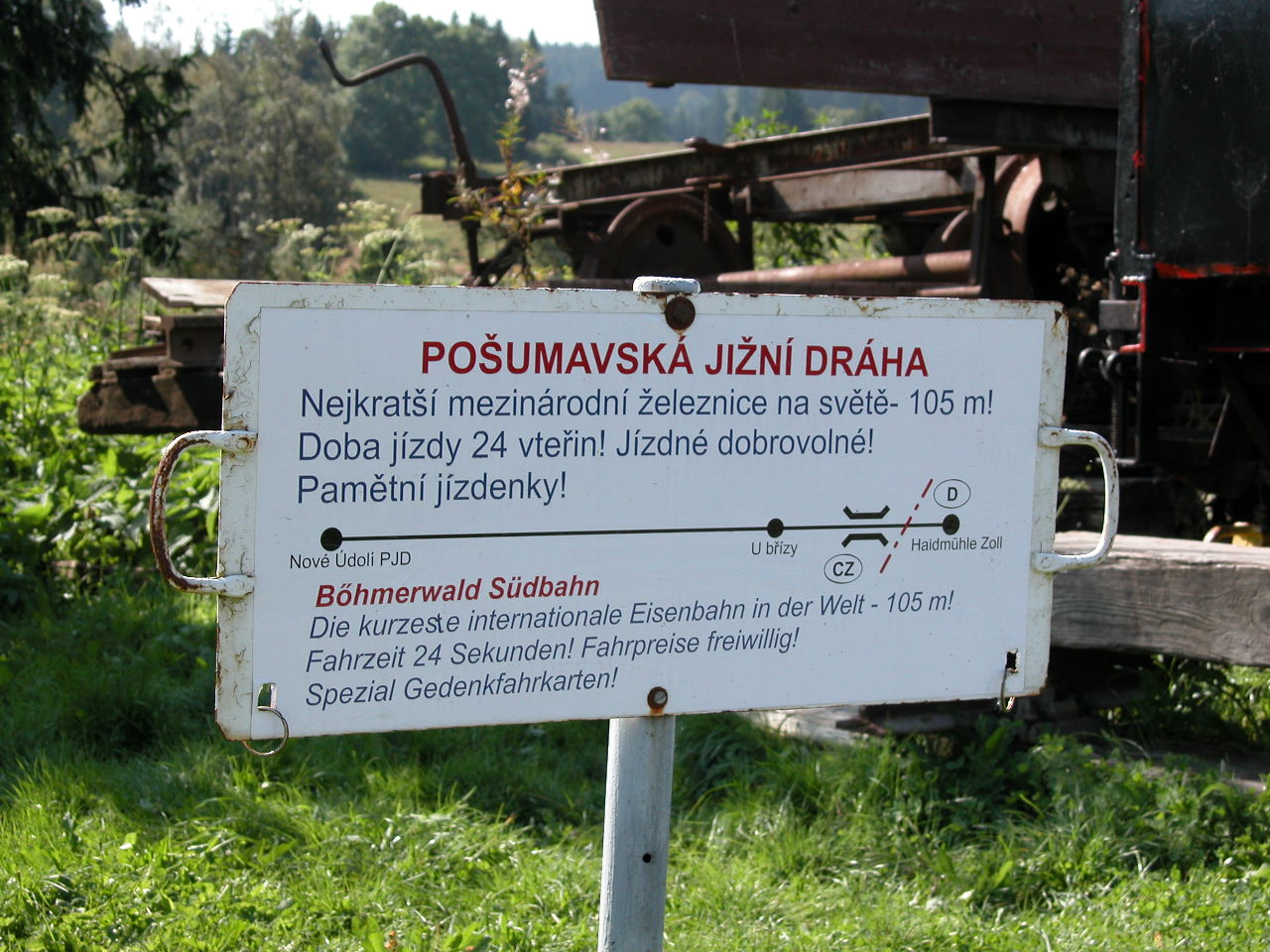
Informační tabule PJD

V roce 1996 vznikl spolek Pošumavská jižní dráha a ten si dal za úkol zprovoznit aspoň krátký úsek přes hranice.
Nejdříve byly položeny koleje na české straně, kde byly odstaveny 3 vagony, ve kterých je umístěno muzeum pošumavských lokálek, ubytování a občasný prodej občerstvení, suvenýrů a dalšího zboží.
V roce 2001 byly dokončeny koleje i na německé straně, byla vyrobena šlapací drezína „Gigant“ a byl otevřen neoficiální železniční hraniční přechod Nové Údolí – Haidmühle se sezónním provozem.
Tato trať s rozchodem 1435 mm je dlouhá 105 metrů a je to nejkratší mezinárodní železniční trať na světě.
Na trati se nachází zastávky:
- Nové Údolí PJD
- U Břízy
- Haidmühle Zoll